# Ширков Іван Пігасович
Іван Пігасович Ширков (1 травня 1909, село Стоянова Курської губернії, тепер Фатезького району Курської області, Російська Федерація — 2 травня 1966, місто Москва, тепер Російська Федерація) — радянський діяч, будівельник-муляр, новатор-винахідник у будівництві, інструктор стахановських методів праці Мосжитлобуду. Депутат Верховної Ради СРСР 4-го скликання.

## Життєпис
Народився в родині селянина-бідняка. З 1931 року працював муляром. Створив низку пристосувань для кам'яної кладки. У 1936—1937 роках у Москві він із бригадою мулярів зводив стіни 4-поверхової будівлі школи за 20—25 днів, а в 1938 році — за 14 днів. З 1938 року працював на будівництвах Військово-будівельного управління у Москві. 
Учасник німецько-радянської війни, служив начальником постачання та керівником школи відділу праці та підготовки кадрів в Управліннях військово-польового будівництва № 23 і № 26. На фронті у військово-будівельних частинах брав участь у зміцненні Московської зони оборони, рубежів під Ростовом, Маріуполем, Сталінградом.
З 1945 року — бригадир мулярів, інструктор передових методів кладки цегли (стахановських методів праці) Військово-будівельного управління Москви та Мосжитлобуду.
Член ВКП(б) з 1951 року. Обирався членом президії ЦК профспілки робітників комунально-житлового будівництва.
Потім — персональний пенсіонер у Москві.
Помер 2 травня 1966 року в Москві. Похований на П'ятницькому цвинтарі Москви.

## Звання
- лейтенант інтендантської служби
- старший лейтенант інтендантської служби

## Нагороди
- Сталінська премія ІІІ ст. (1950) — за розробку та впровадження високопродуктивних методів цегляних робіт
- орден Трудового Червоного Прапора
- медаль «За оборону Москви»
- медаль «За оборону Сталінграда»
- медаль «За оборону Кавказу»
- медаль «За перемогу над Німеччиною у Великій Вітчизняній війні 1941—1945 рр.» (1945)
- медаль «У пам'ять 800-річчя Москви» (1948)

## Праці
- Ширков И. Мой опыт стахановской работы по кирпичной и мелкоблочной кладке. Москва, 1939 (рос.)
- Ширков И. Опыт скоростного строительства двухэтажного кирпичного дома. Москва, 1940 (рос.)
- Альбом чертежей инструментов и приспособлений для каменной кладки/ И. П. Ширков. Москва; Ленинград: Стройиздат, 1951. 96 с. (рос.)